# 火连寨站
火连寨站位于辽宁省本溪市溪湖区火连寨乡，为沈丹铁路上的一个火车站。建于1904年。
距离沈阳站73公里，丹东站204公里，隶属沈阳铁路局管辖。现为四等站。